# Kommunaler Vollzugsdienst (Rheinland-Pfalz)
Kommunaler Vollzugsdienst (KVD) ist in Rheinland-Pfalz Sammelbegriff für den uniformierten Vollzugsdienst der kommunalen Ordnungsbehörde.

## Ausstattung
Die Ausstattung und Uniformierung der kommunalen Vollzugsbeamten in Rheinland-Pfalz obliegt der jeweiligen Kommune. In den meisten Fällen besteht die Ausstattung aus einer Uniform in Anlehnung an die der Landespolizei, einer schuss- oder stichsicheren Weste, einem Einsatzgürtel mit Einsatzstock (kurz ausziehbar; Schlagstock), Reizstoffsprühgerät, Handschellen und Taschenlampe.

## Befugnisse
Die Befugnisse der kommunalen Vollzugsbeamten in Rheinland-Pfalz richten sich nach dem Polizei- und Ordnungsbehörden Gesetz Rheinland-Pfalz (POG RLP).

## Ausbildung
Die landeseinheitliche Ausbildung für den kommunalen Vollzugsdienst findet an der Landespolizeischule Rheinland-Pfalz statt und ist seit 2016 modular aufgebaut.
Gelehrt wird hier u. a. Allgemeines Verwaltungs-, Polizei- und Ordnungsrecht, Besonderes Verwaltungs- und Ordnungsrecht, Eingriffsrecht, Ordnungswidrigkeitenrecht und Strafrecht, Verkehrsrecht, Öffentliches Dienstrecht und Dienstlehre, Psychologie sowie Einsatz- und Situationstraining.

## Aufgaben
Der KVD ist zuständig für die Gefahrenabwehr und die Aufrechterhaltung der öffentlichen Sicherheit und Ordnung. Hierzu gehört die Verfolgung und Ahndung von Ordnungswidrigkeiten wie z. B. Ruhestörungen, Belästigungen der Allgemeinheit, Kontrolle der Einhaltung der kommunalen Satzungen und Verordnungen (Feld -/Wegesatzung, Straßenreinigungssatzung, Gefahrenabwehrverordnung u. v. m.)
In kreisfreien Städten ist der kommunale Vollzugsdienst zuständig für die Verbringung von psychisch Kranken und übernimmt bei Vorliegen der entsprechenden Voraussetzungen gemäß PsychKHG die Einlieferung von psychisch kranken Personen in die zuständigen Einrichtungen. In allen anderen Kommunen ist die hierfür zuständige Behörde die jeweilige Kreisverwaltung.
Kommunale Vollzugsbeamte sind befugt ihre rechtmäßigen Maßnahmen mit Zwang, d. h. auch unter Umständen mit Gewalt gegen Personen durchzusetzen.
Bei der Ahndung von Ordnungswidrigkeiten handeln kommunale Vollzugsbeamte nach dem so genannten Opportunitätsprinzip. Sie können Ordnungswidrigkeiten nach pflichtgemäßem Ermessen verfolgen.
In größeren Städten und Kommunen besteht eine Trennung zwischen kommunalem Vollzugsdienst und der Verkehrsüberwachung, hier sind die Vollzugsbeamten nicht primär für die Kontrolle des ruhenden oder fließenden Verkehrs zuständig. In kleineren Kommunen sind die kommunalen Vollzugsbeamten oft auch gleichzeitig Hilfspolizeibeamte und somit für die Kontrolle des ruhenden Verkehrs zuständig.